# Hewitsonia albifascia
Hewitsonia albifascia är en fjärilsart som beskrevs av Gustaaf Hulstaert 1924. Hewitsonia albifascia ingår i släktet Hewitsonia och familjen juvelvingar. Inga underarter finns listade i Catalogue of Life.